# Лайслинг
Лайслинг (нем. Leißling) — деревня в Германии, в земле Саксония-Анхальт. 
Входит в состав города Вайсенфельс района Бургенланд. Население составляет 1568 человек (на 31 декабря 2006 года). Занимает площадь 7,47 км².
Деревня Лайслинг впервые упоминается в 1232 году.
Ранее Лайслинг имела статус общины (коммуны). 1 сентября 2010 года вошла в состав города Вайсенфельс.

## Достопримечательности
Церковь, построенная в 1716 году.